# Hôtel de Courbouzon-Villefrançon
L'hôtel de Courbouzon-Villefrancon est un hôtel particulier situé à Besançon dans le département du Doubs.

## Protections
La façade sur rue et le pan de couverture qui la surmonte font l’objet d’une inscription au titre des monuments historiques depuis le 1er octobre 1937.
Le grand salon du premier étage et ses deux pièces contiguës avec leur décor font l’objet d’un classement au titre des monuments historiques depuis le 28 décembre 1984.
La façade et la toiture sur cour, ainsi que le bureau du directeur au premier étage font l’objet d’une inscription au titre des monuments historiques depuis le 28 décembre 1984.

## Localisation
L'édifice est situé au 18 rue Chifflet dans le secteur de La Boucle de Besançon.

## Histoire
En 1735 l'hôtel est construit pour Claude-Antoine Bocquet de Courbouzon sur un terrain acheté aux bénédictins de l'abbaye Saint-Vincent. L'édifice a été construit sur une partie de terrain tandis que l'autre partie du terrain a servi à la construction de l'Hôtel de Courbouzon.
En 1958, le bâtiment, ainsi que l'Hôtel de Courbouzon attenant ont été achetés par l'état pour étendre la faculté de lettres et de sciences humaines.